# یوایچی شیباکویا
یوایچی شیباکویا (ژاپنی: 柴小屋 雄一؛ زادهٔ ۱۶ ژوئن ۱۹۸۳) یک بازیکن فوتبال اهل ژاپن است.
از باشگاه‌هایی که در آن بازی کرده‌است می‌توان به باشگاه فوتبال اوئیتا ترینیتا، باشگاه فوتبال میتو هولیهوک، باشگاه فوتبال ساگان توسو و باشگاه فوتبال اهیمه اشاره کرد.